# Naubolus
Naubolus Simon, 1901 è un genere di ragni appartenente alla famiglia Salticidae.

## Distribuzione
Le nove specie oggi note di questo genere sono diffuse in America meridionale; sono tutte specie endemiche: sei del Brasile, una dell'Argentina, una del Paraguay e una della Guyana.

## Tassonomia
A dicembre 2010, si compone di nove specie:
- Naubolus albopunctatus Mello-Leitão, 1943 — Brasile
- Naubolus melloleitaoi Caporiacco, 1947 — Guyana
- Naubolus micans Simon, 1901[2] — Brasile
- Naubolus pallidus Mello-Leitão, 1945 — Argentina
- Naubolus posticatus Simon, 1901 — Brasile
- Naubolus sawayai Soares & Camargo, 1948 — Brasile
- Naubolus simplex Mello-Leitão, 1946 — Paraguay
- Naubolus trifasciatus Mello-Leitão, 1927 — Brasile
- Naubolus tristis Mello-Leitão, 1922 — Brasile

### Specie trasferite
- Naubolus aureocomosus Mello-Leitão, 1943; trasferita al genere Platycryptus Hill, 1979, con la denominazione provvisoria di Platycryptus aureocomosus (Mello-Leitão, 1943); uno studio dell'aracnologa Galiano del 1981 ne ha ravvisato la sinonimia con Platycryptus magnus (Peckham & Peckham, 1894)[1].
- Naubolus roeweri Soares & Camargo, 1948; trasferita al genere Helvetia Peckham & Peckham, 1894, con la denominazione di Helvetia roeweri (Soares & Camargo, 1948), a seguito di un lavoro degli aracnologi Ruiz & Brescovit del 2008[1].